# Inrego
Inrego AB är ett svenskt företag som är specialiserat på återanvändning och rekonditionering av datorer och annan IT-utrustning. Företaget köper in använd IT-utrustning, ofta i bulk från företag och organisationer, reparerar och rekonditionerar den och säljer den sedan vidare till sina kunder. Inrego grundades 1995, har cirka 190 anställda och omsatte 230 miljoner kronor under räkenskapsåret 2014/2015. Företaget verkar för ökad återanvändning av IT som ett alternativ till skrotning och materialåtervinning vilket kan beskrivas som ett exempel på cirkulärekonomi. Under 2015 såg Inrego, tillsammans med sina kunder, till att drygt 260 000 datorer, skärmar, mobiler och andra IT-produkter kunde gå till återanvändning.[källa behövs]